# Mistrzostwa Polski w kolarstwie przełajowym 1933
Mistrzostwa Polski w kolarstwie przełajowym 1933 odbyły się we Częstochowie.

## Wyniki
- Eugeniusz Michalak (Legia Warszawa)[1]
- Bolesław Łazarczyk (Victoria Częstochowa)
- Zdzisław Tuszno (Broń Radom)